# Джозефіна Джексон
Ю́лія Ромáнівна Сеню́к (нар. 1 лютого 1995, Золочів, Львівська область, Україна), більш відома як Джозефі́на Дже́ксон (англ. Josephine Jackson) — українська порноакторка.

## Біографія
Народилася 1 лютого 1995 року у Золочеві, де навчалася до 9 класу, проживаючи з дідусем. Батьки мешкали у Львові. Після 9 класу переїхала до батьків у Львів та вступила до комерційної академії на факультет міжнародних відносин.

### Порноіндустрія
Спочатку знімалася як еротична модель. Отримавши пропозицію знятися у порнофільмі, потрапила в порноіндустрію у 2018, у 23 років, на кастингу П'єра Вудмана.
У 2021 році взяла участь у зйомках українсько-американського комедійного мінісеріалу «Порно, я кохаю тебе» (англ. «Porn, i love you»).
На початку 2024 року зустрілася з порноактором Джонні Сінсом та подарувала йому футболку з тризубом. В лютому 2024 долучилася до занять із реабілітації поранених бійців Збройних сил України у воді. 16 березня 2024 взяла участь у спільній фотосесії з пораненими бійцями з метою збору коштів на фінансування проєкту для реабілітації військових з ампутаціями, також займалася зборами на протезування кінцівок бійців. В травні 2024 на запрошення Переяславського університету імені Григорія Сковороди стала спікеркою «Платформи можливостей» під час обговорення зі студентами.

## Нагороди та номінації
| Рік  | Нагорода           | Результат | Категорія                                   | Робота |
| ---- | ------------------ | --------- | ------------------------------------------- | ------ |
| 2019 | XBIZ Europa Awards | Номінація | Найкраща нова старлетка                     | Н/Д    |
| 2021 | AVN Awards         | Номінація | Найкраща нова іноземна старлетка            | Н/Д    |
| 2021 | AVN Awards         | Номінація | Нагорода шанувальників: найгарячіша новачка | Н/Д    |
| 2024 | AVN Awards         | Номінація | Нагорода шанувальників: найефектніші груди  | Н/Д    |